# Ernst Lampén
Ernst Adolf Lampén (7. januar 1865 i Rantasalmi - 2. april 1938 i Helsingfors) var en finsk forfatter.
Lampén blev student i 1883 og filosofie kandidat i 1887 og var fra 1895 yngre lektor (adjunkt) i svensk og finsk ved Helsingfors finske lyceum. Han var en ivrig forkæmper for turistvæsenet i Finland og udgav en række arbejder fra sine rejser i Finland, hvor hans humoristiske livssyn og opmærksomme øjne gør sig gældende.

## Forfatterskab

### På finsk
- Lyseon viiden alimman luokan päättyvien kurssien tarkoituksesta ja suunnitelmasta, 1896
- Raamatun opetuksesta koulussamme, 1906
- Suomea ristiin rastiin, Otava 1917
- Suomea maitse ja meritse, Otava 1918
- Taivaallisia tarinoita, Otava 1918
- Meiltä ja muualta, Otava 1919
- Jäämeren hengessä, Gummerus 1921
- Pikakuvia Raja-Karjalasta, Otava 1922
- Gloria. Kokoelma kansojen pyhiä kertomuksia, Otava 1923
- Ilmari Kianto, 1924
- Terve, Lukianos! Otava 1924
- Värmlannin matka. Suomalaisuutta vainuamassa Värmlannin metsissä, Otava 1925
- Kielipakinoita, Otava 1926
- Savolaisia sutkauksia ja letkauksia, Savon seura 1929
- Pappilan lapset kertovat Rantasalmen muistojaan vuosilta 1863–1917, Ernst Lampén ym., Otava 1929
- Sillien kimpussa Islannin vesillä. Elfvingin kalastuslaivueessa, Otava 1931
- Lieviä letkauksia, pakinoita, Otava 1932
- Suomea samoilemassa. Valikoima matkailupakinoita ja kulttuurikuvia, Otava 1934
- Savo ja savolaiset, Otava 1935
- Maailman kylillä ihmisiä tapaamassa, Otava 1936

### På svensk
- Härs och tvärs genom Finland; 1917,
- Till lands och sjöss i Finland; Söderström, Helsingfors 1918[2],
- När och fjärran; Söderström, Helsingfors 1919[3],
- Ishavsvindar; 1921,
- Ögonblicksbilder från Gränskarelen; Holger Schildts Tryckeri, Helsingfors 1922.

### På internettet
- "Finnarna i Värmland" (Svenska Turistföreningens årsskrift 1928 (Värmland); s. 126-145) Arkiveret 12. december 2013 hos  Wayback Machine